# Ioánnis Altamoúras
Ioánnis Altamoúras (grec moderne : Ιωάννης Αλταμούρας) (Florence ou Naples, 1852 - Spetses, mai 1878) est un peintre grec spécialiste des marines.

## Biographie
Son père, Francesco Saverio Altamura, est un peintre italien. Sa mère, Éléni Boúkoura-Altamoúra, est un peintre grec, originaire de Spetses. En 1859, il revient à Athènes avec sa mère et sa jeune sœur, Sofia.
Il étudie à Athènes dans l'atelier de Nikifóros Lýtras à l'École des Beaux-Arts en 1871-1872. Grâce au roi Georges Ier, d'origine danoise, il se rend à Copenhague pour étudier dans l'atelier de Carl Frederik Soerensen (1873–1876). Il voyage à travers la Scandinavie et passe les deux dernières années de sa vie sur l'île grecque de Spetses où il meurt de la tuberculose.
Il a peint principalement des marines, de petite taille où se lit l'influence des marines hollandaises du XVIIe siècle. Il développe cependant un style personnel, refusant sur la fin l'académisme pour une sorte d'impressionnisme. La plupart de ses œuvres sont à la Pinacothèque nationale d'Athènes.

## Œuvres
- 1874 : 
  - Bateaux à voile et à vapeur, au Musée Averoff, à Metsovo.
  - Le Port de Helsingør, au parlement grec, à Athènes.
- Vagues, au Musée Averoff, à Metsovo.
- Le Port de Copenhague à la Pinacothèque nationale d'Athènes.
- Marine.

## Liens externes

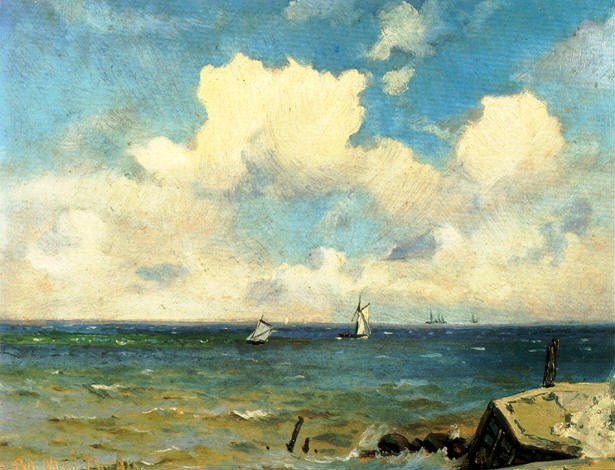
Marine.

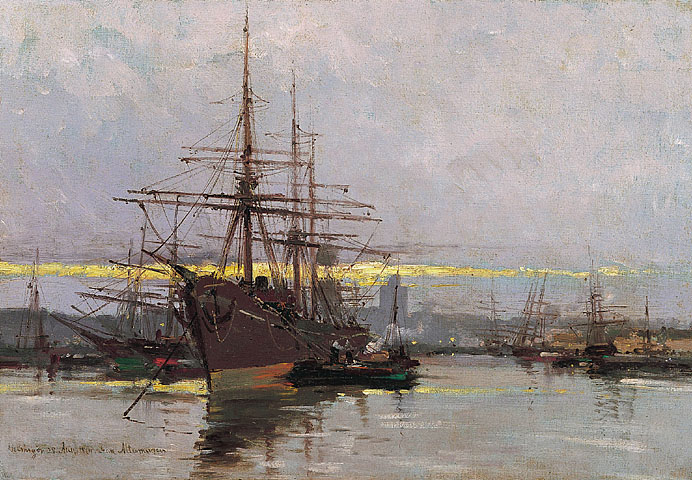
Le Port de Helsingør (1874)
Parlement grec